# Œuf au plat
Un œuf au plat ou œuf sur le plat, ou encore oeuf frit, proche de œuf miroir, est un œuf, généralement de poule, cuit sur un plat, une poêle (œuf à la poêle) ou sur une plaque préalablement chauffée et beurrée ou huilée.

## Dénomination, distinctions, typologies
Selon le nom donné à la poêle, le nom peut varier, par exemple dans le Languedoc padèlo donne Iôous à la padèlo (œufs à la poêle).

### L'œuf miroir: un mode de finition de l'œuf au plat
On distingue l'œuf au (ou sur le) plat de l'œuf miroir ou œuf au miroir dont le blanc qui recouvre le jaune est légèrement cuit : non liquide mais pas coagulé opaque, on obtient l'effet miroir en terminant la cuisson au four ou à la salamandre,. Le Dictionnaire de l'Académie (1777) donne œuf sur le plat synonyme d'œuf miroir.

### Œuf au plat (cuisson lente sur un plat) et œuf à la poêle (cuisson rapide dans une poêle)

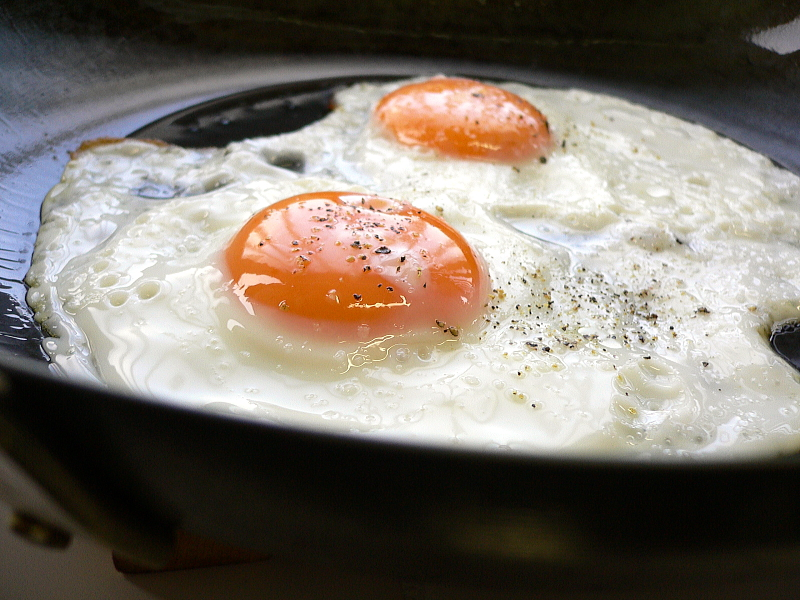
Œufs à la poêle, jaune poivré non salé

L'œuf au plat se cuit doucement sur un plat de porcelaine, l'œuf au plat est souvent terminé au four. Léon Souchay (1886) écrit les œufs cuits « dans un plat de métal n’ont jamais le velouté moelleux des œufs cuits dans la porcelaine ou la faïence. Le métal, quel qu’il soit, leur donne une sorte d’âcreté désagréable au palais ». L'œuf à la poêle se cuit dans une poêle qui est plus chaude qu'un plat de terre. Le fried egg anglais (shirred egg n'est pas un œuf au plat mais un œuf cocotte) est un œuf à la poêle. Spiegelei littéralement œuf miroir en allemand, Setzeier, Stierenauge est un œuf au plat ou un œuf à la poêle.
L'œuf frit est différent, il cuit dans une quantité d'huile suffisante pour obtenir une friture, sa température de cuisson est la plus élevée des 3 types de cuisson, vers 160 °C 320 °F. La cuisson est rapide et demande un tour de main qui consiste à ramener le blanc sur le jaune pour qu'il reste coulant

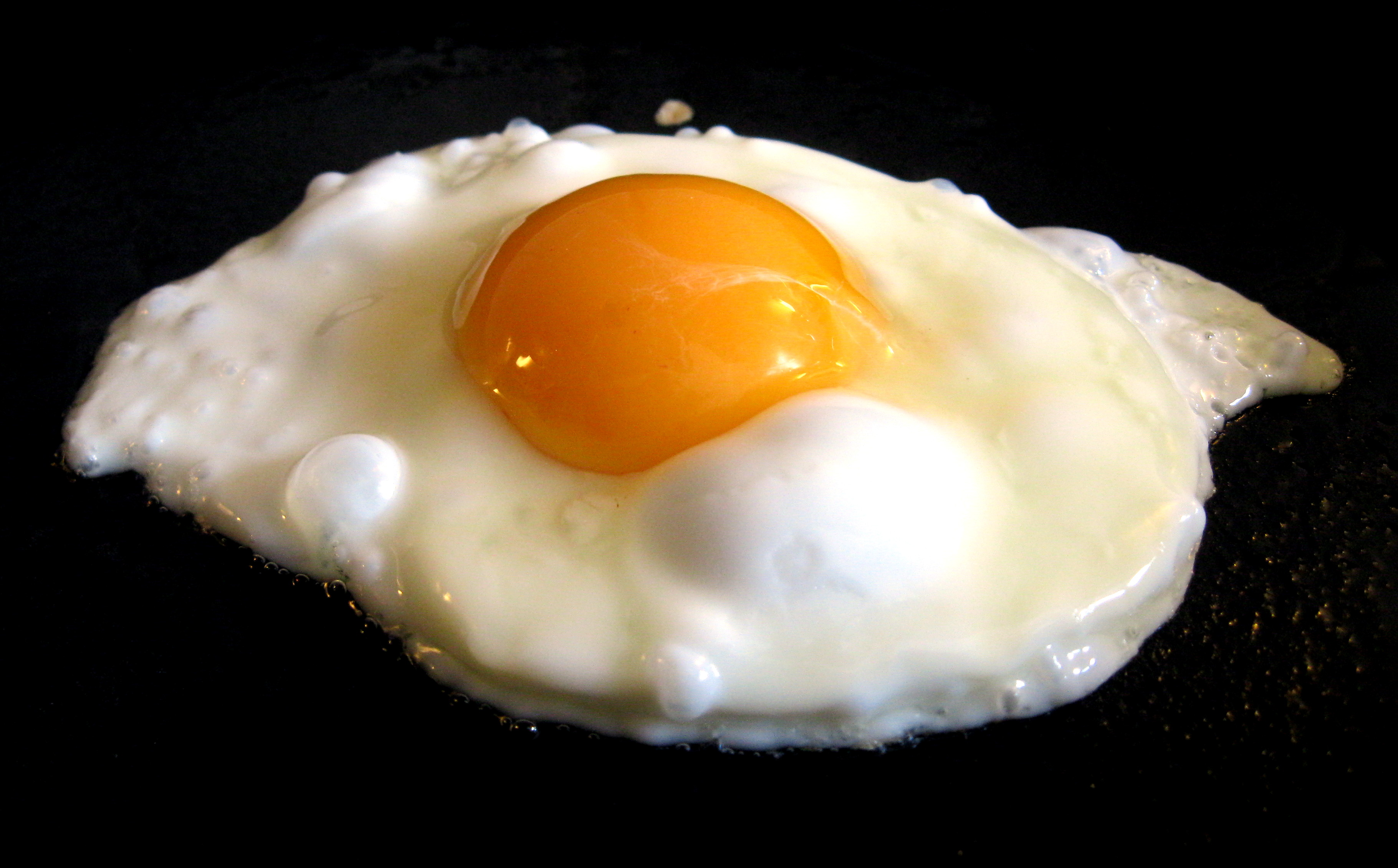
Fried Egg, cuit très chaud

### Conception anglo-américaine dufried egg
Dans les sources anglo-américaines le fried egg est toujours un œuf à la poêle (on ne trouve pas de cuisson lente dans un plat) mais n'est pas un œuf frit. La typologie est différente de la typologie de la cuisine française qui est construite sur les températures de cuisson, elle distingue 4 niveaux de cuisson du peu cuit au bien (trop) cuit. Ce sont avec la traduction en français du Canada:
- Sunny-side medium-rare : œuf miroir, l’œuf est frit avec le jaune vers le haut et n’est pas retourné.
- Easy-over ou over-easy : œuf tourné léger, l’œuf est retourné et le jaune est encore coulant.
- Over medium : œuf tourné moyen, l’œuf est retourné et le jaune est un peu coulant.
- Over well : œuf bien cuit, l’œuf est retourné et le jaune est cuit dur »[8].

Cette typologie selon le degré de cuisson est adoptée au Japon pour les 目玉焼き (medamayaki). Il en résulte des confusions lors des traductions. 

Retourner un œuf au plat n'est pas concevable dans la cuisine classique. À la question : faut-il retourner un œuf à la poêle ? Monique Chevrier répond : « jamais. Si la cuisson est bien conduite le blanc d'œuf n'est pas gluant » encore moins pour un œuf miroir. Toutefois, début XXe siècle, les œufs retournés sont un usage signalé chez moissonneurs du Midi de la France, par grande chaleur et arrosés d'un filet de vinaigre. Ils réapparaissent au XXIe siècle sous l'influence de l'usage anglo-américain.

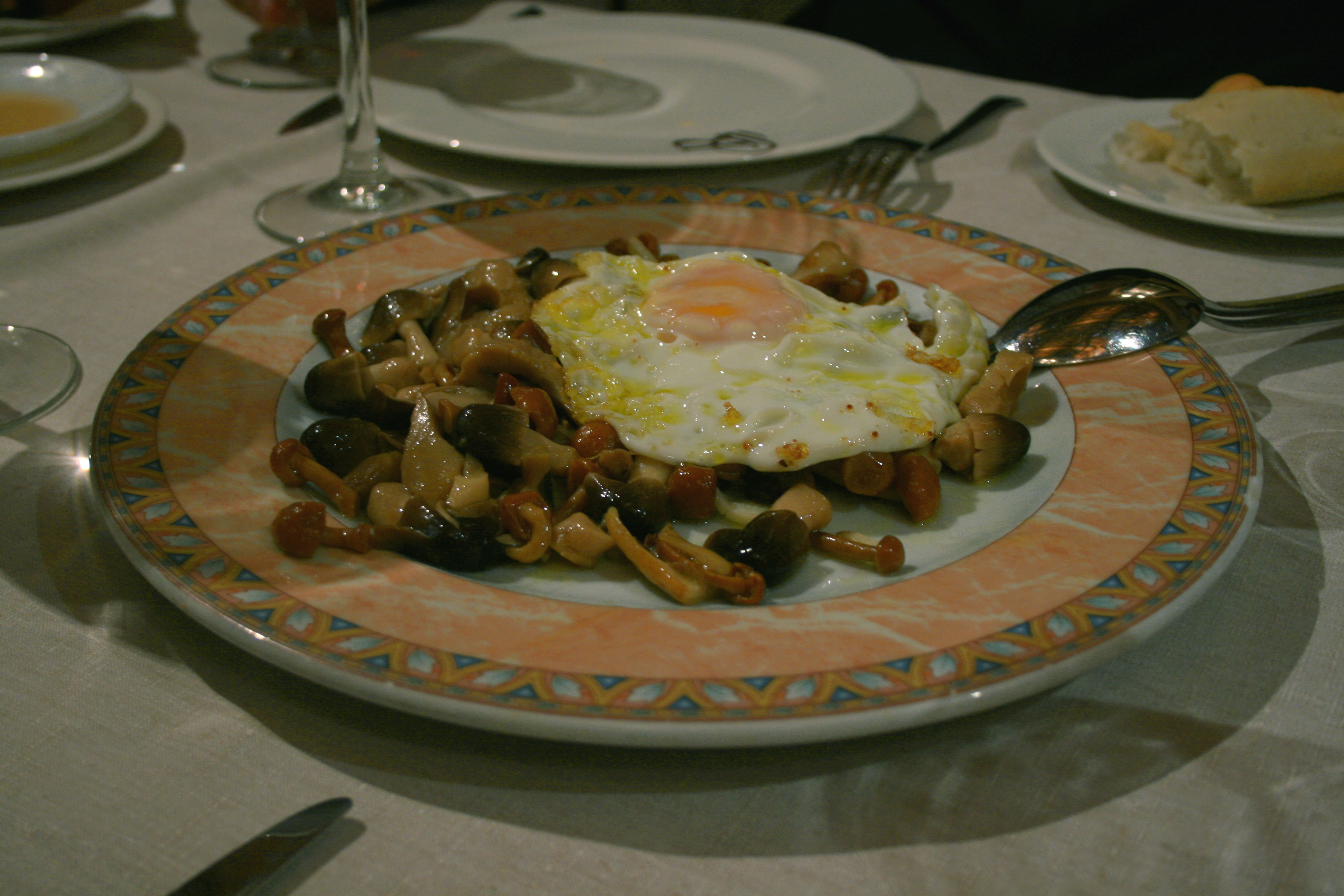
Huevo frito aux champignons

### Conception hispanique duhuevo frito
El Huevo frito espagnol est en entre deux, entre un œuf à la poêle au blanc bien cuit dans beaucoup d'huile d'olive bien chaude (120 °C) et un œuf frit au sens du français. Lucio Blazquez écrit « ils ne sont ni frits ni cuits, on dirait qu'ils sont un mélange entre grillé et frit ».
L’uovo in cereghin lombard ou l’uovo al Cireghet piémontais sont proches de l’huevo frito dans la mesure où il se cuit dans un beurre moussant bien chaud, ce dernier est assaisonné d'une sauce d'anchois dessalés, câpres, piment et persil.

## Préparation
Le jaune d'œuf doit rester entier, s'il est crevé et répandu on parle à Lyon d'œuf esclafoiré. Bernard Loiseau et Ferran Adrià (L'œuf au plat de rêve) cuisent séparément le blanc et le jaune,.

### Le plat et la poêle

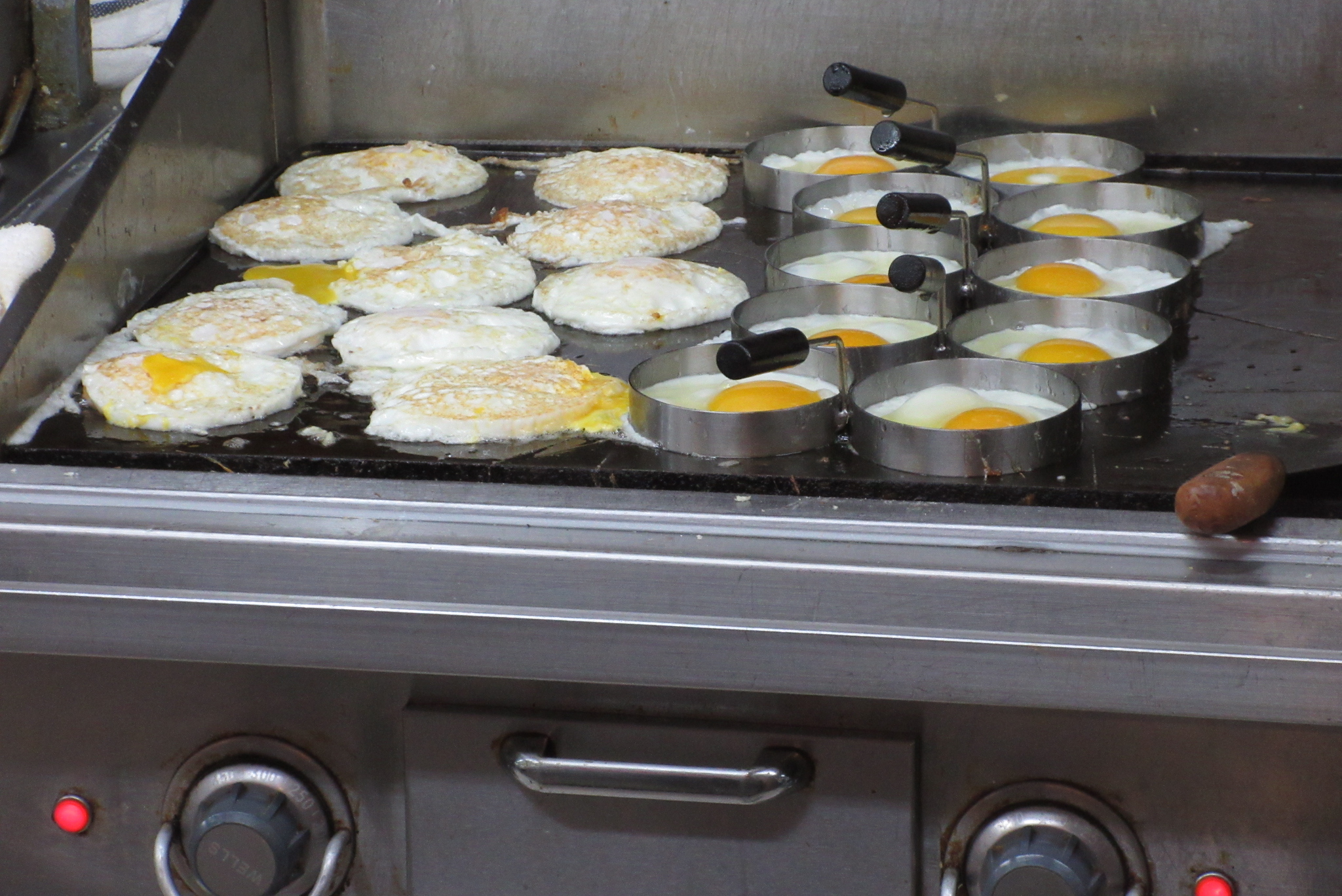
Œufs moulés, retournés et cuits sur une plaque (Chine)

Le choix de l'ustensile de cuisson est déterminant pour la conductivité thermique et par conséquent la qualité de cuisson. Le plat à œufs à oreilles en porcelaine blanche est cuit à haute température (1 400 °C), il ne présente aucune aspérité et limite le risque que l'œuf attache, c'est le classique de l'œuf au plat contemporain, de la cuisson douce et lente, il existe en différents diamètres ,,,. Le diamètre 12 à 16 cm convient pour 1 œuf moyen ou gros, 17 à 18 cm pour 2 œufs. Ce plat à oreille existe aussi en fonte émaillée. Les œufs au plat sont consommés directement dans le plat de cuisson. 
La poêle (ou un le plat à poignées) en tôle d'acier ou inox de 2 ou 3 mm, elle permet de cuire à des températures plus élevées que le plat, ces hautes températures correspondent aux fried eggs, idéales pour saisir et obtenir un blanc croustillant. Actuellement elles sont enduites d'un revêtement antiadhésif. Les diamètres sont adaptés au pain choisi, par exemple 12,7 cm pour couvrir un muffin ou un bagel.

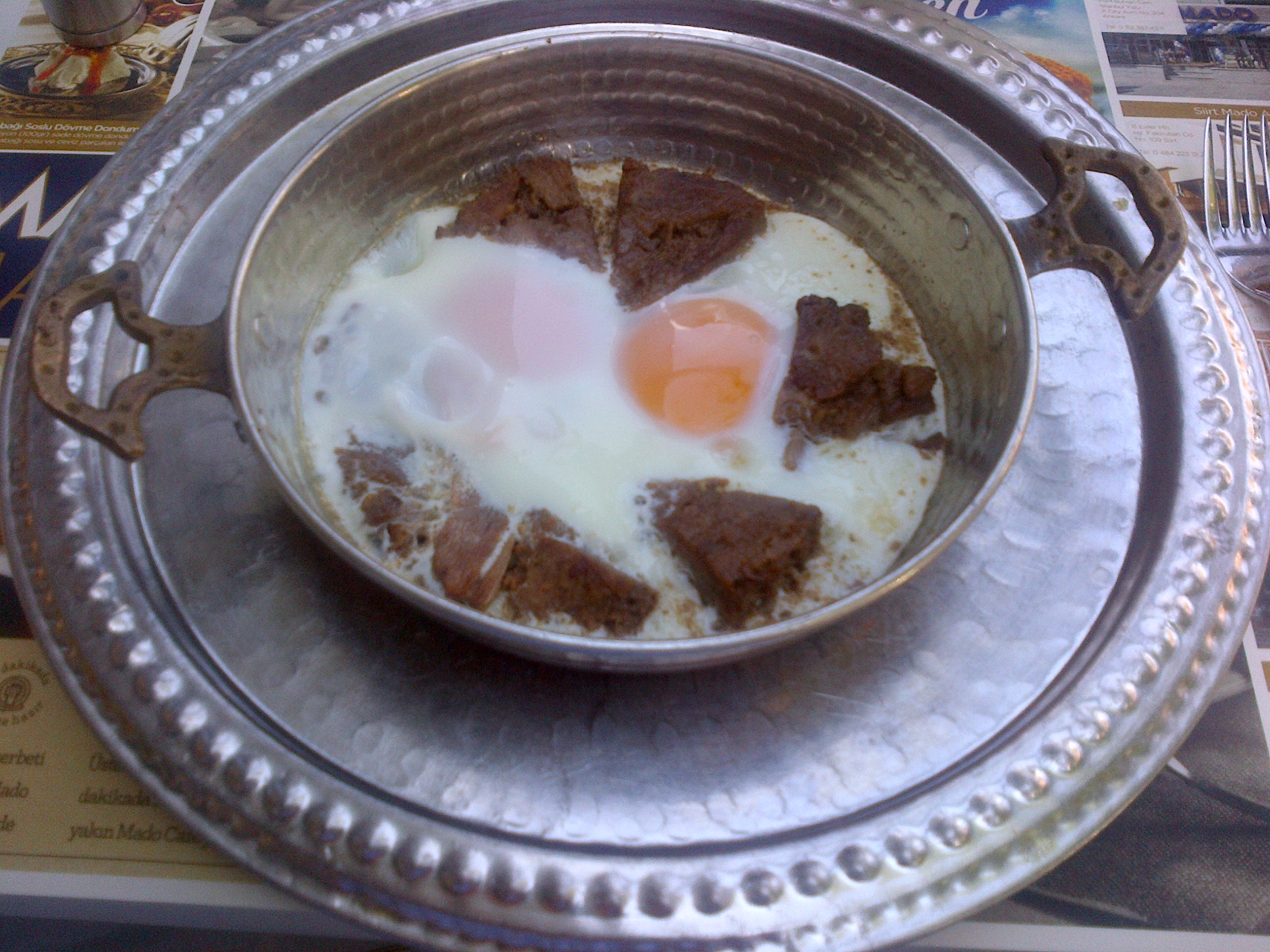
Sahanda yumurtalı kavurma œufs au plat turcs à la viande rôtie

On utilise en général un plat ou une poêle ronds. Hélène Darroze signale des poêles avec des loges rondes qui permettent de garder une belle rondeur à l'œuf. Il existe des formes permettant de faire un œuf bien rond (anneaux ou bagues d'œuf antiadhésifs, cercle pocheuse à œufs cuisson à la poêle) ou de diverses figures.

### Choix du corps gras
Les corps gras utilisés sont nombreux, d'origine animale (graisse de parc, de bacon, graisse de bœuf, beurre, graisse de canard, etc.) ou végétale (huiles). Ella Quittner (qui confond œuf au plat à la française et les œufs frits) a testé différents corps gras avec une cuisson à l'américaine à la poêle, feu vif. Le mélange beurre et eau donne des blancs non croustillants « d'une texture absolument remarquable » et la crème donne un œuf « ressemblant à un gâteau ». Elle confirme les recettes anciennes qui ajoutent un peu d'eau ou de lait au début de la cuisson. Pour les amateurs de blanc croustillant, elle recommande l'huile d'olive. Concernant les œufs à la crème, La bonne cuisinière bourgeoise à l'usage de la ville et de la campagne (1853) donne la recette en faisant réduire la crème de moitié avant d'y cuire lentement les œufs.

## L'œuf au plat
Escoffier (1903) a normalisé l'œuf au plat : « Leur apprêt s'équilibre sur ces trois points : 1° juste cuisson du blanc ; 2° miroitement du jaune, et 3° soins attentifs, en la plupart des cas, à prévenir l'attachement au fond du plat ». Il donne la juste proportion pour 2 œufs : 15 g de beurre dont moitié dans le plat et moitié fondu versé sur les jaunes, 0,32 g de sel. Il préfère les plats en faïence, il soulève délicatement le blanc pendant la cuisson de façon qu'il n'attache pas et il sale en fin de cuisson. On sale le blanc et non le jaune (qui s'assécherait et se couvrirait de points blancs) et on poivre le jaune.

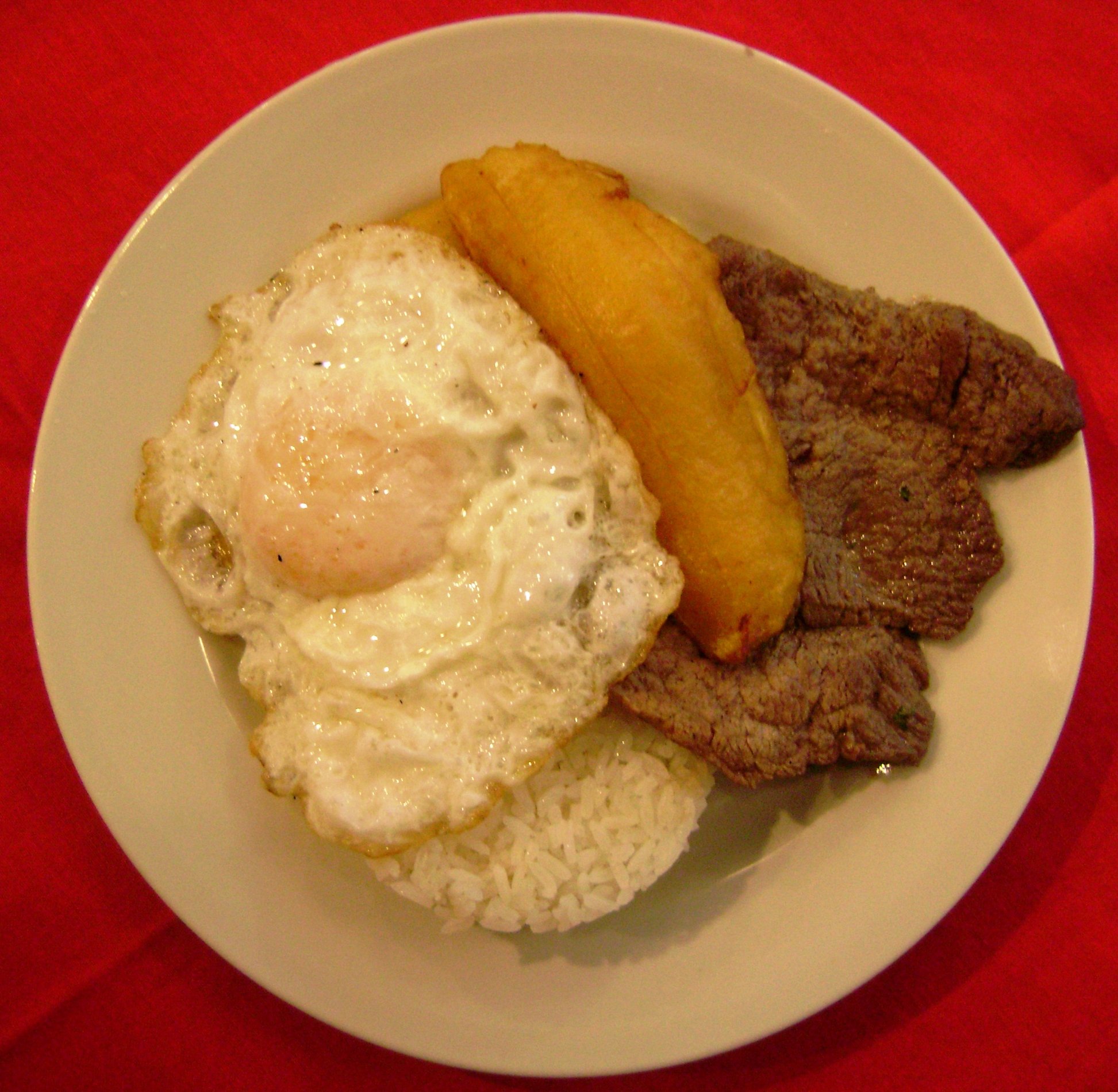
Bisteck a lo pobre, œuf à l'espagnole avec un bifteck

### L'œuf au plat au miroir
La différence entre l'œuf au plat et l'œuf au miroir est la finition : « La seule différence consiste dans la manière de les cuire... Après y avoir ajouté le sel, on les met au four, et on les glace légèrement avec la pelle rougie au feu jusqu'à ce que le jaune ait pris une teinte transparente et que le blanc soit devenu bleuâtre ».
Augusta Moll-Weiss donne les conseils suivants pour que le blanc reste crémeux : « Ne jamais faire cuire à la fois une trop grande quantité d'œufs, quatre c'est un maximum... Poser le plat sur une plaque à pâtisserie ronde ayant un certain rebord et dans laquelle on aura versé quelques gouttes d'eau tiède (de cette manière les œufs se préparent dans un véritable bain-marie). Mettre le tout dans un four chaud. Trois minutes suffisent pour que la cuisson des œufs soit achevée. Ne jamais réchauffer des œufs au miroir ».

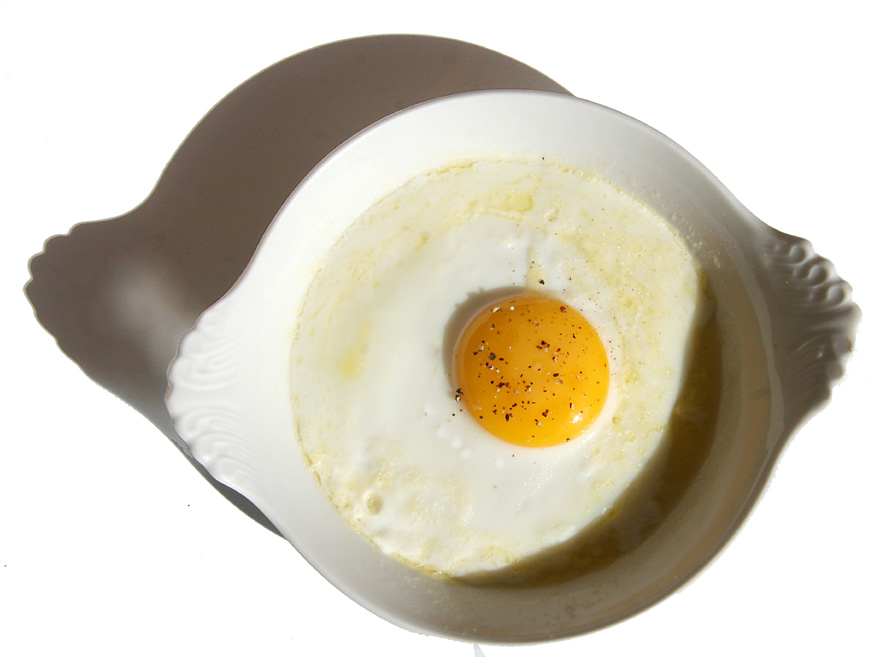
Œuf au plat miroir dans un plat à œuf de porcelaine

Dans la cuisson en deux temps (doucement au plat puis finition surveillée au four pas très chaud), on peut remplacer le passage au four par un couvercle quand l'œuf est hors du feu. Pour obtenir un effet miroir, F. Vidalein verse sur les œufs avant cuisson quelques gouttes de lait (ce qu'il ne fait pas sur l'œuf au plat). Les œufs au miroir peuvent se faire à la poêle sous réserve d'une cuisson lente.
Les œufs au miroir sont servis au naturel, avec bifteck, escalopes, au beurre noir, au fromage, à la crème, à la sauce blanche, aux tomates, aux champignons, aux pointes d'asperges, aux truffes, aux petits pois, aux fonds d'artichauts, aux olives, au céleri, sur purée de carottes, de pommes de terre, de pois, d'oseille, d'épinards, de chicorée, sur macaroni, riz, au lard, au jambon, au saucisses ; avec hareng saur.

### Déclinaisons d'œufs au plat et miroir
Archambault (1821), Horace Raison (1827) mettent sur les œufs au plat de la muscade et de la crème fondue avec du beurre, il cuisent le tout très doucement,.
Les déclinaisons de la cuisine classique sont : Œuf Brestoise (oignons cuits blonds au beurre, lard blanchi et frit au beurre), Angevine (tomates fondantes cuites au beurre et tranche de rognon de veau), Charcutière (avec une crépinette grillée), Nantaise (cuits sur chicorée braisée à la crème, servi avec du jus de veau), du pêcheur (cuits sur des sardines à l’huile), Bercy (avec une saucisse grillée et un cordon de sauce tomate), du Chatelain (avec escalopes de foie de poularde, lames de truffes fraîches, sauce Madère); à la Villemain (plat graissé de beurre d’anchois, garniture de filets d'anchois, hachis d’agneau braisé).

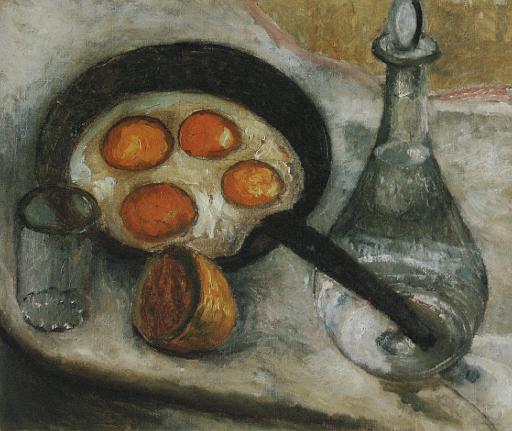
Paula Modersohn-Becker. Œufs à la poêle

## L'œuf à la poêle
Oribase (IVe siècle) considère les œufs à la poêle (qui ont tout l'air d'œufs brouillés) comme « une nourriture très mauvaise sous tous les rapports ». Menon (1755) en donne une recette d'œufs à la poêle faite d'œufs durs revenus dans beurre, lard, échalote et champignons. C'est après 1850 que la recette moderne est fixée : F. Vidalein distingue des œufs au plat « mais cuits dans une poêle chaude » (le beurre prend une couleur rousse) qu'ils remuent tout le temps de la cuisson. À cette époque, ce sont des entrées.

### Déclinaisons de l'œuf à la poêle
L'œuf à la poêle en cachette est un œuf cuit dans un trou rond fait dans une tartine beurrée et grillée à la poêle, œuf et tartine sont retournés pour cuire des deux côtés. Les œufs au gratin existent dans la forme d'œufs au plat qu'on saupoudre de parmesan ou de gruyère râpé et qu'on gratine rapidement. L'œuf à cheval est posé sur steak haché celui du croque-madame est posé sur un sandwich jambon-fromage et l'œuf basquaise est posé sur une garniture basquaise : poivrons, jambon cru, tomates. L'œuf au beurre noir est cuit et arrosé d'une cuillérée de vinaigre chauffé dans la poêle.
En cuisine classique l'œuf à la provençale se fait avec des demi-tomates, du persil haché et de l'ail, l'œuf Rossini sur une escalope de foie gras sautée au beurre avec truffe et sauce demi-glace à l'essence de truffe. 

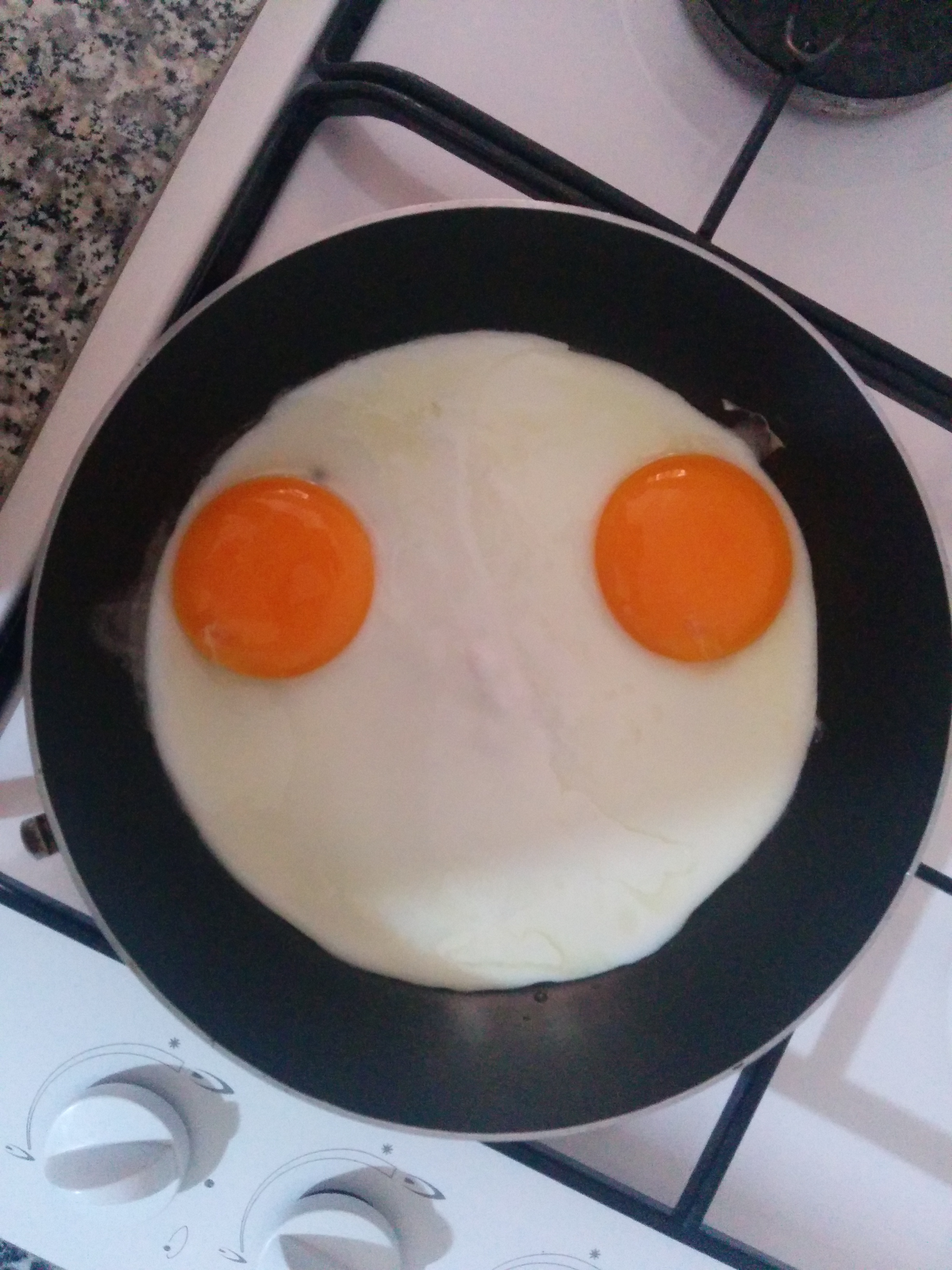
À la poêle cuit pas trop chaud

## Œuf au plat et santé

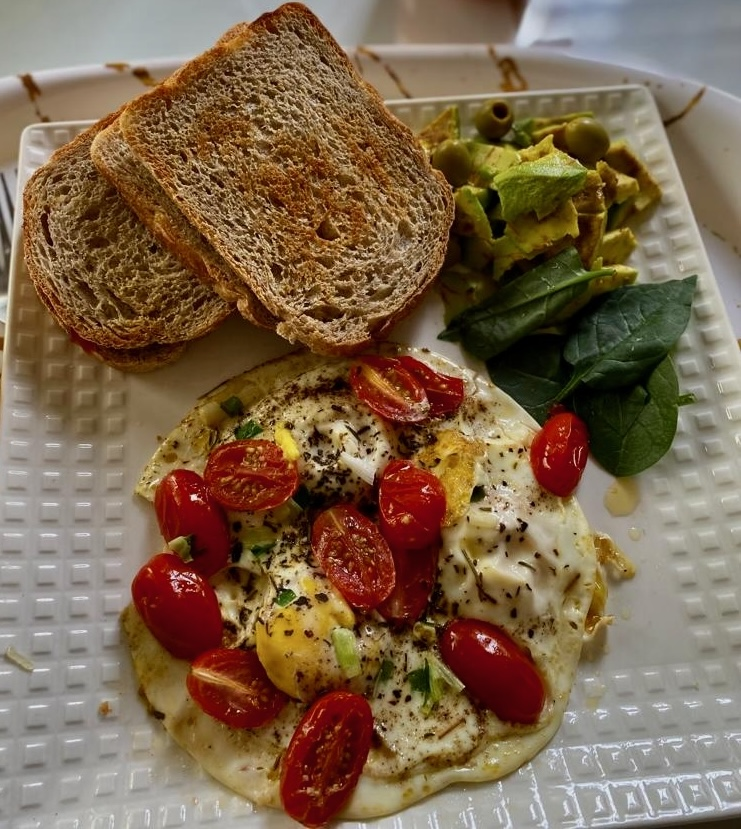
Œufs au plat assortis de tomates olivettes, d’épinard et d’avocats.

La qualité alimentaire des œufs en fonction du mode de cuisson (à la vapeur, au four, au plat et micro-ondes) a été déterminée par une équipe chinoise en 2021 : L'œuf au plat présente la meilleure activité antioxydante (teneur significativement plus élevée en matières grasses, vitamines A et E et protéines). Plus remarquable est la démonstration de l'effet de la texture de l'œuf cuit au plat qui engendre des mastications différentes selon le degré d'onctuosité : les meilleures caractéristiques gustatives de douceur et d'élasticité due à une micro-structure en nid d'abeille, s'obtiennent avec la cuisson au four, qui est l'ancienne méthode de cuisson des œufs au plat.
Une étude de 2019 a évalué l'effet hypotenseur in vivo de la digestion d'œufs au plat chez des rats hypertendus. Les œufs libèrent plusieurs peptides dotés de propriétés inhibitrices de l'enzyme de conversion de l'angiotensine. Le groupe d'animaux qui consommait des œufs au plat a vu le poids corporel et la pression artérielle circadienne diminuer significativement, par rapport au groupe témoin.
Une autre étude de santé publique chinoise (2019) sur 2 241 adultes ruraux âgés de 18 à 80 ans a montré que la consommation d'œufs au-delà de 50 g/j réduisait le surpoids et l'excès de graisse corporelle chez les femmes.

### Sécurité
Les œufs contiennent des salmonelles qui peuvent causer une salmonellose, maladie pouvant entraîner des complications graves. Les œufs au plat ont plus de chances de causer une intoxication alimentaire (un risque relativement faible chez les adultes en bonne santé), et ne doivent pas être consommés par des femmes enceintes, des personnes âgés, ou des enfants de moins de cinq ans.

## Esthétique et mythes

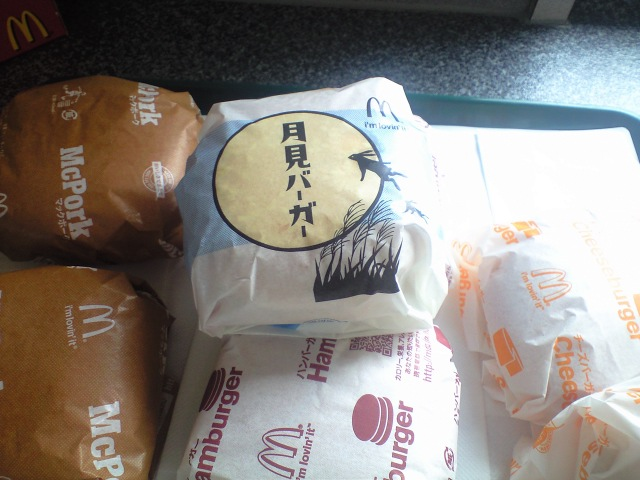
Hamburger Tsukimi à l'œuf au plat

Au Japon et en Chine, la pleine lune d'automne (fin septembre, début octobre) est admirée pour sa beauté et donne lieu au 月見 (Tsukimi) ou お月見 (Otsukimi), fête de mi automne, littéralement : regarder la lune. On y cuisine des œufs au plat qui évoquent la lune pleine orangée d'automne.
On appelait l'œuf sur le plat une pièce d'un louis d'or posée sur une pièce de cent sous : rien ne portait davantage malheur à un joueur.

## Anthologie
- Léo Larguier, La Perle fausse, pièce en deux monologues, La Petite Gironde, 5 juillet 1921[62] :

« Enfin Marie est partie. Il y a longtemps que je n’avais fait de pareil repas. Elle ne savait même pas cuire un œuf sur le plat. As-tu remarqué ?... Non. Tu ne remarques rien... Eh bien l elle salait toujours le jaune avant de mettre l'œuf sur le feu. Sur le feu !... tu entends?... D'abord on ne doit jamais saler le jaune, cela fait des grumeaux de sel et des taches abominables... et puis les œufs au plat se cuisent à four doux, sur un trépied. Tu n'as mangé, en fait d'œufs au plat, que de l'albumine sèche ou des glaires. Et tout était ainsi. J'ai trouvé des croûtes de pain sous le fourneau. Elles semblaient dater du siège de Paris! Sa chambre? Ne m’en parle pas. Des journaux partout. C'est à croire qu’elle s’occupait de politique. Et la concierge m'en a appris de belles. Elle rentrait après minuit ! »

Gabrielle Réval, Les Recettes des Belles Perdrix, Paris, Albin Michel, 1930. Les œufs de M. de Saint-Just :

« Dans un pays lointain, d'un nom assez baroque

Un étranger (on le nommait Bourret)

Reconnaissant, aux habitants apprit

A faire cuire des œufs, à les cuire à la coque.

Un gourmand des plus recherchés

Vingt ans après trouva les œufs pochés.

Vingt ans après un autre plus habile

Inventa les œufs au miroir.

Oh ! du génie, incroyable pouvoir !

S 'écria-t-on en tous lieux dans la ville,

Oh ! qu'un œuf au miroir est bon ! »